# Фігурне катання на літніх Олімпійських іграх 1908 — спеціальні фігури
Це перші та останні змагання з фігурного катання в програмі спеціальних фігур, що проходили на літніх Олімпійських іграх 1908.
Змагання пройшли 29 жовтня 1908 року в Prince's Skating Club у районі Найтсбридж, у Лондоні. У змаганнях брали участь 3 фігуриста з 2 країн світу. Це перший та останній випадок у фігурному катанні, коли всі учасники отримали олімпійські медалі.

## Медалісти
| Золото       | Срібло        | Бронза           |
| Микола Панін | Артур Каммінг | Джеффрі Голл-Сей |
|              |               |                  |

## Результати
Медальний залік
| Поз. | Атлет            | Країна            | СП   | УБ    |
| ---- | ---------------- | ----------------- | ---- | ----- |
| 1    | Микола Панін     | Російська Імперія | 5,0  | 219.0 |
| 2    | Артур Каммінг    | Велика Британія   | 10,0 | 164.0 |
| 3    | Джеффрі Голл-Сей | Велика Британія   | 15,0 | 104.0 |

Рефері:  Герберт Дж. Фоулер Судья:
1. Геннінг Гренандер
2. Едвард Гюрле
3. Густав Гюґель
4. Георгій Сандерс
5. Германн Вендт

Після скандалу в програмі одиночного катання, Сальхов знявся зі змагання, зрозумівши що не переможе Паніна. У програмі Панін виконував настільки складні фігури, що навіть судді не вірили в можливість їх виконання та віддали золоту медаль йому, поставивши рекордні за історію обов'язкових фігур оцінки (219 з 240 можливих, 91,3 % від максимуму).